# Archicembalo
Das Archicembalo ist ein Tasteninstrument mit 36 Tasten pro Oktave auf zwei Manualen, das 1555 von dem italienischen Musiktheoretiker und Komponisten Nicola Vicentino erfunden, theoretisch beschrieben und später in zwei Exemplaren gebaut wurde. Das Prinzip der Tonerzeugung entspricht dem Cembalo.

## Historie des Archicembalos

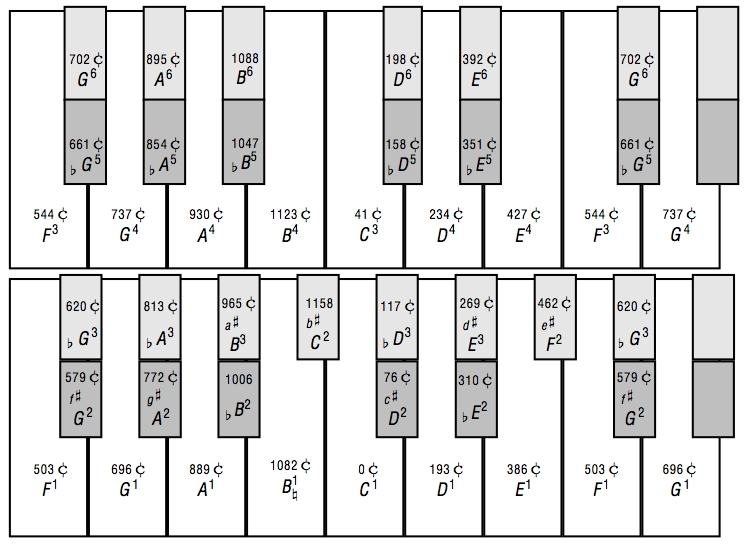
Tastatur des Archicembalo

Zu seinem Archicembalo wurde Vicentino von der antiken Enharmonik mit geteiltem Halbton inspiriert. Er wollte die chromatischen und enharmonischen Tongeschlechter der Antike wiederbeleben und auf diesem Instrument realisieren und kombinierte diese Idee mit der Lösung eines Problems der damaligen Musikpraxis: Er erweiterte die in der Renaissance übliche mitteltönige Stimmung zur Transponierfähigkeit. Mitteltönig gestimmte Tasteninstrumente (Cembalo, Virginal, Clavichord, Orgel u. a.) mit der üblichen Tastatur realisieren nämlich nur einen Ausschnitt des mitteltönigen Quintenzirkels: Es gibt nur die Halbtöne Cis, Es, Fis, Gis und B. Diese sind die normalen und in der Renaissancemusik am häufigsten gebrauchten Halbtöne. Die Halbtöne Des, Dis, Ges, As und His unterscheiden sich in 1/4-Komma-mitteltönig so stark von den genannten normalen Halbtönen, dass keine enharmonische Verwechslung möglich ist. Es sind eigene Töne.
Dieses Problem löste Vicentino, indem er zwischen die üblichen Tasten noch Zusatztasten einfügte, nämlich zwischen chromatische Halbtöne je eine Taste und zwischen diatonische Halbtöne je zwei Tasten, so dass eine komplizierte zweimanualige Tastatur mit mehrfach geteilten Obertasten mit insgesamt 36 Tasten pro Oktave entstand. Das Archicembalo realisierte aber nur ein Tonsystem mit 31 Tönen pro Oktave, denn Vicentino stimmte es in der damals üblichen Stimmung der Quinten, nämlich mit 30 mitteltönigen Quinten von geses bis aisis, und erhielt als Restquinte aisis-geses eine fast reine (um 1 Cent zu große) Quinte und damit einen geschlossenen Quintenzirkel in einer ungleichmäßigen 31-stufigen Temperatur.

## Die Eulersche Schreibweise, erweitert für mitteltönige Stimmung

Mitteltönige Stimmung spielbar von Ces-Dur, Ges-Dur usw. bis H-Dur, Fis-Dur und Cis-Dur

Im Eulerschen Tonnetz wird mit vorangestellten „Tiefkomma“ und „Hochkomma“ eine Erniedrigung oder Erhöhung um ein syntonisches Komma gekennzeichnet. Die Veränderungen der Quinten um Viertelkommata ist typisch für die Viertel-Komma-mitteltönige Stimmung. Diese Veränderung wird mit vorangestellten Punkten gekennzeichnet. Vier vorangestellte Punkte entsprechen also einem vorangestellten Komma.
| reine Quinten        | … | as  | es    | b   | f  | c | g  | d   | a    | h  | fis   | … |
| mitteltönige Quinten | … | 'as | °°°es | °°b | °f | c | .g | ..d | ...a | ,h | .,fis | … |

Dabei bedeutet ,x (Tiefkomma x) und 'x (Hochkomma x): x um ein syntonisches Komma erniedrigt bzw. erhöht.
.x (Tiefpunkt x) bzw. °x (Hochpunkt x): x um ein Viertelkomma erniedrigt bzw. erhöht.
Die mitteltönige Tastatur mit zwölf Tasten enthält dann folgende Töne:
| Tonbezeichnung | °°°es  | °°b     | °f     | c | .g     | ..d    | ...a   | ,e     | .,h     | ..,fis | ...,cis | ,,gis  |
| in Cent        | 310,26 | 1006,84 | 503,42 | 0 | 696,58 | 193,16 | 889,74 | 386,31 | 1082,89 | 579,47 | 76,05   | 772,63 |

Beispiel zur Größenberechnung: Von c aus erreicht man ..,fis über 6 Quinten vermindert um 3 Oktaven und 1 Komma und zwei Viertelkommata.
..,fis=6Quinten-3Oktaven-1,5Kommata=1200⋅(6log2(3/2)-3log2(2)-1,5log2(81/80)) Cent=579,47 Cent

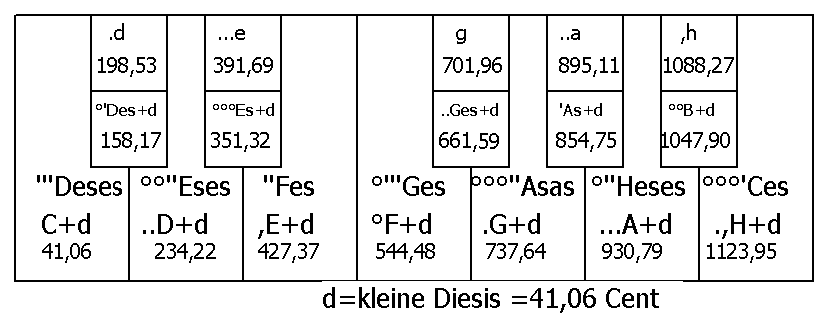
Die obere Tastatur des Archicembalos von Nicola Vicentino

Das Archicembalo besaß zwei Tastaturen:
- Die untere Tastatur machte durch ihre geteilten Tasten die mitteltönige Stimmung für alle Tonarten des Quintenzirkels von Des-Dur bis Cis-Dur spielbar.
- Die obere Tastatur hatte das Ziel, die chromatischen und enharmonischen Tongeschlechter der Antike wiederzubeleben.

Bei der oberen Tastatur kann man erkennen, dass die „weißen Tasten“ und die untere Reihe der geteilten Tasten sich um die kleine Diesis (41,06 Cent), also etwa einen „Viertelton“, und die obere Reihe der geteilten Tasten um ein Viertel eines syntonischen Kommas (5,38 Cent) von der unteren Tastatur unterscheiden.

## Clavemusicum omnitonum

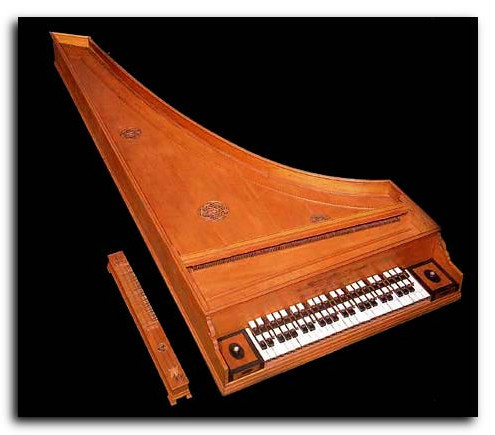
Clavemusicum omnitonum (Vito Trasuntino, 1606) – Bologna, Museo Internazionale e Biblioteca della Musica, no. 1766

Vitus de Trasuntinis (Vido di Trasuntino) baute 1606 in Venedig als Auftragswerk das Clavemusicum omnitonum, ein Cembalo von C bis c’’’ mit 31 Tasten pro Oktave. Zum Instrument gehört ein vierseitiges Stimmgerät, beschriftet TRECTA CORDO, das auf eine ungleiche Teilung hinweist. Es soll das diatonische, chromatische und enharmonische Spiel ermöglichen, als Basis steht aber auf der vordersten Reihe der Obertasten die übliche Mitteltönigkeit bereit mit den Halbtönen C#, Eb, F#, G#. Das Clavemusicum omnitonum befindet sich heute im Museo Internazionale e Biblioteca della Musica in Bologna.  Im Germanischen Nationalmuseum Nürnberg ist eine Kopie ausgestellt, die im Zuge der Restaurierung des Originals 1985 angefertigt wurde. Weitere originale Instrumente sind nicht erhalten.
Auch Michael Praetorius erwähnte 1618 ein ähnliches Clavicymbalum perfectum. Eine gleichmäßige 31-stufige Temperatur beschrieben auch Lemme Rossi 1666 und Christiaan Huygens 1691 mit Logarithmen, ohne Instrumente zu bauen.

## Neunzehnstufiges Cembalo

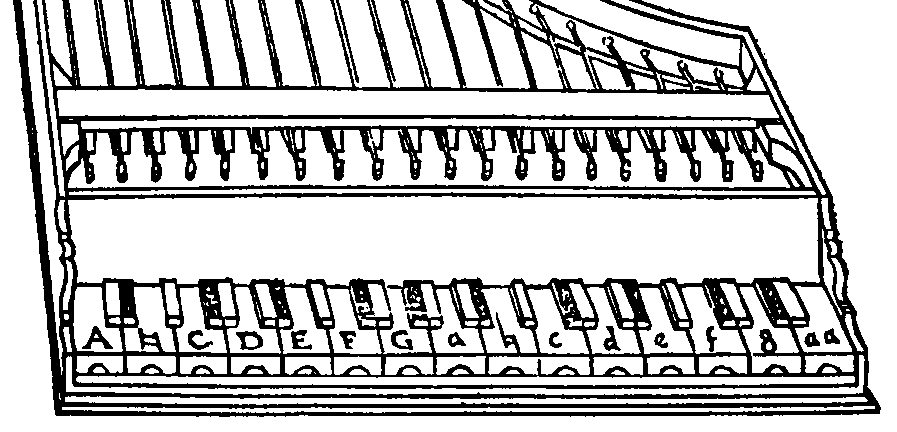
Tastatur eines 19-stufigen Cembalos aus Le istituzioni harmoniche (Ausgabe 1573) von Gioseffo Zarlino

Es gab auch andere Versuche, enharmonische Instrumente zu konstruieren. So beschrieb etwa Vicentinos Zeitgenosse Gioseffo Zarlino 1558 ein transponierfähiges 19-stufiges Instrument.
Michael Praetorius beschrieb in seinem Hauptwerk Syntagma musicum ein Cimbalo cromatico, das über 19 Töne pro Oktave verfügt: Neben den fünf geteilten Obertasten gibt es zusätzliche schmale Obertasten für das Eis und His.
Kompositionen für Cembalo cromatico schrieben die neapolitanischen Komponisten Giovanni Maria Trabaci und Ascanio Mayone, außerdem Gioanpietro del Buono, Adriano Banchieri, sowie der Engländer John Bull.

## Instrumente mit 14 bis 17 Tönen pro Oktave
Wesentlich häufiger als die beschriebenen „vollkommenen“ Instrumente, waren Ende des 16. Jahrhunderts bis etwa 1650 Cembali und Virginale mit nur einigen gebrochenen Obertasten. Die einfachste und praktikabelste Lösung bestand darin, nur die allerwichtigsten und meistverwendeten Halbtöne hinzuzufügen, d. h. die Töne As (auf den Gis-Tasten) und Dis (auf den Es-Tasten). Aber es gab auch Instrumente mit zusätzlichen Tasten für die Halbtöne Des (auf Cis), Ges (auf Fis), und eventuell Ais (auf B). Solche einfacheren Lösungen konnten auch manchmal bei Orgeln angewendet werden.
Ein spätes Beispiel und ganz anderes Prinzip eines enharmonischen Instruments soll die für Georg Friedrich Händel von Justinian Morse (1691–1752) gebaute Orgel im Foundling Hospital (London) gewesen sein. Sie verfügte über eine Teilung der Oktave in 16 Töne nach einem 1749 veröffentlichten System des Mathematikers Robert Smith (1689–1768), „…mit einem Umschaltmechanismus für separate Pfeifen der Töne cis/des, dis/es, gis/as und ais/b …, so dass wahlweise entweder B- oder Kreuz-Tonarten auf ein und denselben Tasten rein oder fast rein erklangen“.

## Harmonie-Hammerflügel und modernere Entwicklungen

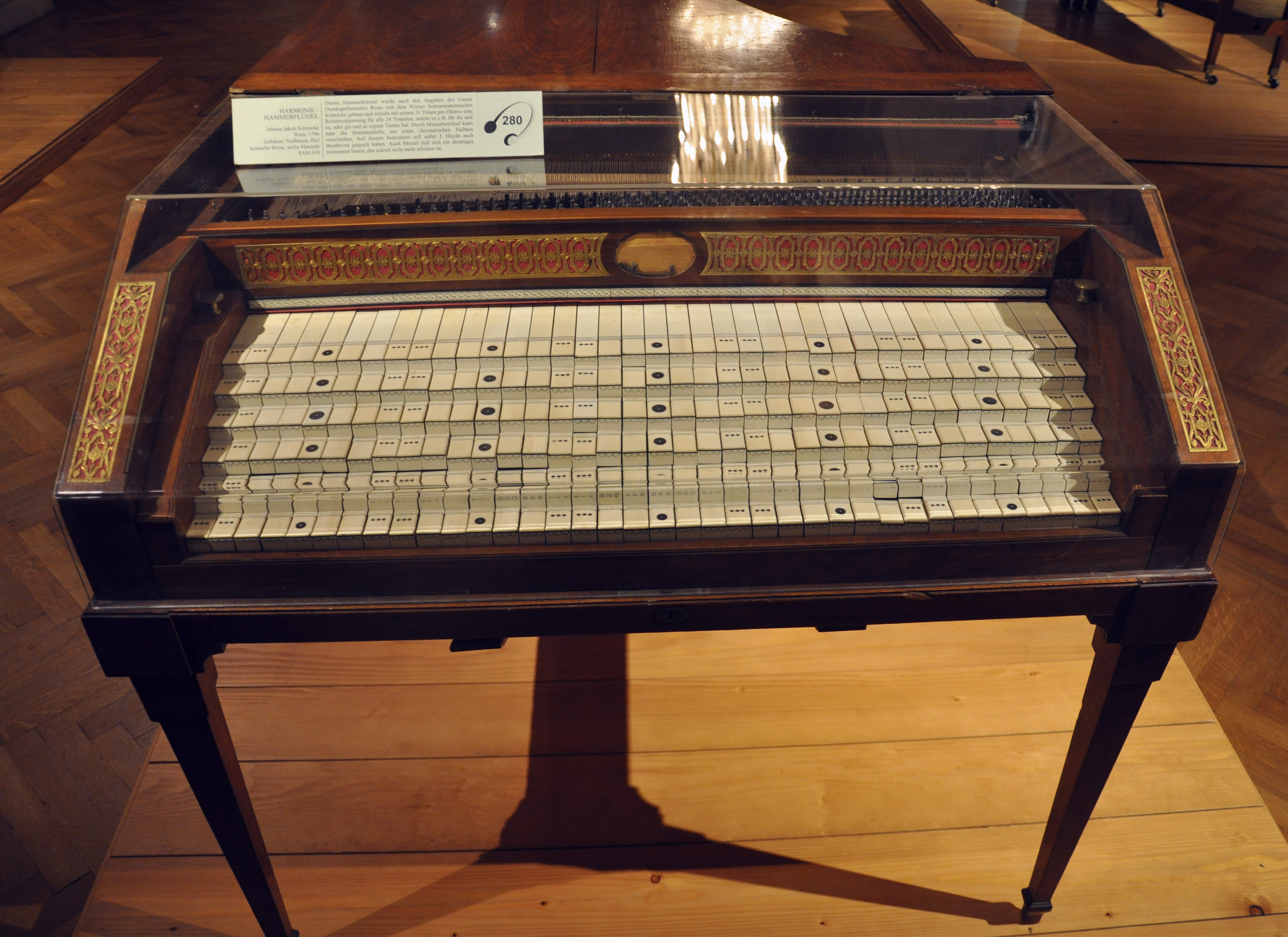
Harmonie-Hammerflügel, Johann Jakob Könnicke, Wien 1796. KHM Wien (SAM 610 2)

Der Linzer Domkapellmeister Johann Georg Roser entwickelte einen sogenannten „Harmonie-Hammerflügel“, auf dem Mozart 1784 bei einem Besuch in Linz gespielt haben soll. Ein zweites Instrument wurde 1796 von Johann Jakob Könnicke in Wien gebaut; es steht heute in der Musiksammlung des Kunsthistorischen Museums in Wien. Haydn und Beethoven sollen es ausprobiert haben. Der Harmonie-Hammerflügel hat sechs Reihen weißer Tasten, die dritte von oben stellt eine diatonische C-Dur-Tonleiter in Reinterz-Stimmung dar, die Reihen darüber und darunter sind je einen Halbton höher bzw. tiefer. Die Tastatur unterscheidet sich erheblich von einem normalen Tasteninstrument, und die Handhabung ist so kompliziert und unpraktisch, dass dem Harmonie-Hammerflügel kein Erfolg beschieden war.
Einen ganz anderen Zweck verfolgen enharmonische Instrumente neuerer Zeit, etwa von Shōhei Tanaka (田中正平) Ende des 19. Jahrhunderts oder von Martin Vogel 1975: Sie wollen die reine Stimmung möglichst genau auf Tasteninstrumenten realisieren. Die Stiftung Stichting Huygens Fokker, Centrum voor microtonale muziek in Amsterdam beschreibt mikrotonale Instrumente, darunter auch 31-stufige Instrumente.